# Mai per amore
Mai per amore è quarto singolo della rockstar italiana Gianna Nannini estratto dall'album Io e te, entrato nelle stazioni radiofoniche il 14 ottobre 2011.

## Video musicale
Il video ufficiale è stato diffuso il 5 novembre successivo. Mentre un secondo videoclip è stato pubblicato il 16 novembre 2011 attraverso il canale YouTube della cantante.

## Film
Al titolo della canzone è stato tratto il film omonimo di registi vari.

## Classifiche
| Classifica (2011) | Posizione massima |
| ----------------- | ----------------- |
| Italia            | 63                |